# European Champions Tournament 1989-1990
Il sesto European Champions Tournament fu giocato dal 21 al 22 dicembre 1989 a Roma.
L'edizione vide la prima vittoria italiana nella storia della massima competizione continentale del calcio a 5, fu la Roma RCB a battere in finale gli spagnoli de La Garriga Isolar per 2-1 davanti al proprio pubblico

## Finali

### Finale 3º – 4º posto
| Data     |         | Gara |                       | Risultato |
| -------- | ------- | ---- | --------------------- | --------- |
| 22.12.89 | Hasselt | -    | ZVV Bax Zeefdrukkerij | 9 - 6     |

### Finale
| Data     |          | Gara |            | Risultato |
| -------- | -------- | ---- | ---------- | --------- |
| 22.12.89 | Roma RCB | -    | La Garriga | 2 - 1     |